# Government of Singapore Investment Corporation
GIC Private Limited, ex Government of Singapore Investment Corporation, è un fondo sovrano d'investimento fondato dal governo di Singapore nel 1981 per gestire le riserve in valuta estera del paese. Con una rete di 10 uffici in capitali finanziarie in tutto il mondo, GIC investe a livello internazionale in azioni, reddito fisso, strumenti del mercato monetario, immobili. Il suo portafoglio di investimenti è gestito da tre filiali: GIC Asset Management Pte Ltd, GIC Real Estate Pte Ltd e GIC Special Investments Pte Ltd.
Il governo di Singapore possiede anche un altro fondo sovrano, Temasek Holdings.

## Storia
Nel 1981 Goh Keng Swee, allora primo vice primo ministro e presidente della Monetary Authority di Singapore, decide di investire, di fronte ad un trend in rapida crescita,  le riserve estere facendosi consigliare dalla NM Rothschild & Sons e fonda il 22 maggio il GIC. La sua missione è quella di conservare e valorizzare il potere d'acquisto internazionale delle riserve, con lo scopo di raggiungere un "ritorno" a lungo termine sull'inflazione globale nell'arco di un orizzonte temporale di 20 anni.
Tradizionalmente GIC ha mantenuto un profilo basso nei suoi investimenti. Durante la crisi dei mutui subprime del 2007-2010, tuttavia, alcuni dei suoi investimenti hanno suscitato polemiche.  Nel 2013, secondo il Sovereign Wealth Fund Institute, il GIC è stato uno degli investitori SWF più attivi dell'anno.
Nel 2006, al culmine della bolla immobiliare degli Stati Uniti, investe 200 milioni di dollari nel capitale di Stuyvesant Town-Peter Cooper Village, il più grande complesso di appartamenti a Manhattan (oltre a 575 milioni di dollari in prestiti secondari).  La gestione del complesso, Tishman Speyer Properties e BlackRock Realty, in default sul loro prestito nel 2010, spazza via l'investimento.
Alla fine del 2007, durante la prima fase della crisi, GIC investe 11 miliardi di franchi svizzeri per una quota del 7,9% nella banca svizzera UBS.  I prestiti sono convertiti in azioni nel 2010, con una perdita di valore stimata del 70%, sebbene parzialmente compensata da una cedola fissa del 9%.  GIC sosterrà che altri investimenti effettuati in quel periodo hanno avuto rendimenti positivi tali da compensare le perdite su UBS.
Nel 2008 GIC investe 6,88 miliardi di dollari USA per una partecipazione del 9% in Citigroup, riducendo poi la sua partecipazione nel 2009 a meno del 5%, realizzando un profitto di 1,6 miliardi di dollari. Nel 2008 Morgan Stanley ha stimato i beni del fondo in 330 miliardi di dollari statunitensi.
Il 30 luglio 2013 GIC entra a far parte di un consorzio per acquisire Transport et Infrastructures Gaz France (TIGF), il settore del trasporto e stoccaggio di gas di Total per un valore di impresa di 2,4 miliardi di euro (3,25 miliardi di dollari USA).  Fanno parte del consorzio l'italiana Snam (45%), il GIC di Singapore (35%) e EDF (20%).
A partire dal 2017 GIC detiene circa il 34% del proprio portafoglio negli Stati Uniti;  3% in America Latina;  6% nel resto delle Americhe;  6% nel Regno Unito;  12% nella zona euro; Il 6% in Medio Oriente, in Africa e nel resto d'Europa;  19% in Asia escluso il Giappone;  12% in Giappone e 2% in Australasia.

## Performance
Nel 2008 GIC pubblica per la prima volta un rapporto contenente informazioni sui rendimenti degli ultimi 20 anni e maggiori informazioni su come è gestito. Il motivo per cui GIC non divulga l'ammontare dei fondi gestiti e i profitti e le perdite annuali ha questa giustificazione: rivelare l'importo esatto espone alla speculazione l'intera dimensione delle riserve finanziarie di Singapore.
Dal 2011 comunque GIC pubblica i tassi di rendimento nominali a 5 anni e 10 anni (e in seguito anche a 20 anni) per fornire un senso delle prestazioni di investimento a medio termine in corso. Per l'anno terminato il 31 marzo 2017, il tasso di rendimento reale annualizzato a 20 anni è stato del 3,7%.  In termini nominali in USD, GIC ha ottenuto un rendimento annualizzato del 5,1%, 4,3% e 5,7% rispettivamente per i periodi di 5 anni, 10 anni e 20 anni.

## Governance
I fondi gestiti da GIC sono di proprietà del governo di Singapore.  I suoi ritorni di investimento completano il budget annuale del paese in settori quali istruzione, R & S, assistenza sanitaria e ambiente.
GIC gestisce il rischio investendo in un portafoglio ben diversificato, con una distribuzione bilanciata delle classi di attività e dei settori e delle aree geografiche sottostanti.  Anche questo è il motivo per cui la performance di GIC deve essere misurata sulla base del suo portafoglio complessivo piuttosto che da quanto guadagna o perde sui singoli investimenti. Nel 2013 GIC ha implementato un nuovo quadro di investimento per conferire maggiore flessibilità al focus su "investimenti che potrebbero essere più rischiosi a breve termine ma che genererebbero rendimenti a lungo termine".  Il nuovo quadro definisce in modo più chiaro i fattori di rischio e rendimento di GIC, i suoi obiettivi di investimento a lungo termine e le responsabilità del consiglio e della direzione del GIC.
Il nuovo approccio vede il suo portafoglio strutturato su tre pilastri. In primo luogo, un "portafoglio di riferimento è composto per il 65% da azioni globali e per il 35% da obbligazioni globali che rappresentano mercati globali". Successivamente, il portafoglio delle polizze è composto da sei classi di investimento principali e punta a conseguire rendimenti superiori nel lungo periodo.  Ultimo è il portafoglio attivo, che cerca soluzioni molto performanti in base alle opportunità di investimento.